# Larry Miller
Lawrence John "Larry" Miller (Valley Stream, Nueva York, 15 de octubre de 1953) es un actor, actor de voz, escritor, comediante y columnista estadounidense.

## Carrera
Sus roles incluyen el portero vengativo en Seinfeld, Walter Stratford en la película 10 Things I Hate About You, así como varios personajes de las películas mockumentary de Christopher Guest. También ha aparecido en Carry on Columbus, El profesor chiflado, El profesor chiflado II: La familia Klump, Max Keeble's Big Move y Pretty Woman.
Interpretó a Edwin Poole en la comedia dramática Boston Legal.
Interpretó al dueño de un club nocturno en dos episodios diferentes de Ley y Orden, primero en el episodio Coma y luego en Encore. Apareció como el mismo en un tercero, Smoke. También apareció en 8 Simple Rules for Dating My Teenage Daughter donde interpretó a Tommy.

## Vida personal
En marzo de 1993 se casó con la escritora de televisión Eileen Conn, con la cual tuvo dos hijos.

## Filmografía
| Año  | Título                                               | Personaje                            |
| ---- | ---------------------------------------------------- | ------------------------------------ |
| 1990 | Pretty Woman                                         | Mr. Hollister                        |
| 1990 | Almost an Angel                                      | Teller                               |
| 1991 | Necesary Roughness                                   | Dean Phillip Elias                   |
| 1991 | Suburban Commando                                    | Adrian Beltz                         |
| 1991 | Frankenstein: The College Years                      | Prof. Loman                          |
| 1992 | Carry on Columbus                                    | El ladrón                            |
| 1993 | Undercover Blues                                     | Detective sargento Halsey            |
| 1995 | The Computer Wore Tennis Shoes                       | Dean Al Valentine                    |
| 1996 | El profesor chiflado                                 | Dean Richmond                        |
| 1996 | Waiting for Guffman                                  | Mayor Glenn Welsch                   |
| 1997 | For Richer or Poorer                                 | Derek Lester                         |
| 1998 | Chairman of the Board                                | Bradford MacMillan                   |
| 1998 | Carnival of Souls                                    | Louis Seagram                        |
| 1999 | Pros & Cons                                          | Ben Babbitt                          |
| 1999 | 10 Things I Hate About You                           | Dr. Walter Stratford OB/GYN          |
| 2000 | El profesor chiflado II: La familia Klump            | Dean Richmond                        |
| 2000 | Buzz Lightyear of Star Command: The Adventure Begins | XR (voice)                           |
| 2000 | Best in Show                                         | Max Berman                           |
| 2001 | Max Keeble's Big Move                                | Principal Elliot T. Jindrake         |
| 2001 | What's the Worst That Could Happen?                  | Earl Radburn                         |
| 2001 | The Princess Diaries                                 | Paolo                                |
| 2003 | A Guy Thing                                          | Mr. Minister Farris                  |
| 2003 | A Mighty Wind                                        | Wally Fenton                         |
| 2004 | The Princess Diaries 2                               | Paolo                                |
| 2004 | Raising Helen                                        | Car Buyer                            |
| 2005 | Kiss Kiss Bang Bang                                  | Dabney Shaw                          |
| 2006 | Keeping Up with the Steins                           | Arnie Stein                          |
| 2006 | The Ant Bully                                        | Fred Lucas (voz)                     |
| 2007 | The Final Season                                     | Roger Dempsey                        |
| 2007 | Blonde Ambition                                      | Richard Connelly                     |
| 2007 | Bee Movie                                            | Mayor Dean Buzzwell (voz)            |
| 2007 | National Lampoon's Bag Boy                           | Pike                                 |
| 2008 | Superagente 86                                       | CIA Official                         |
| 2008 | Superagente 86: Bruce y Lloyd fuera de Control       | Jefe de Bruce y Lloyd/Jefe de la CIA |
| 2008 | Senior Skip Day                                      | Mr. Frankfurt Dickwalder             |
| 2008 | The Other End of the Line                            | Kit Hawksin                          |
| 2010 | Valentine's Day                                      | Mozo de equipajes con sobrepeso      |
| 2010 | Alpha and Omega                                      | Marcel (voz)                         |
| 2011 | Curb Your Enthusiasm                                 | Eddie Kravitz                        |
| 2011 | NCIS                                                 | Ed Slater                            |
| 2011 | God Bless America                                    | El papá de Chloe                     |
| 2012 | Foodfight                                            | Vlad Chocool                         |
| 2018 | Jefa por accidente                                   | Weiskopf                             |